# Antonio Barrette
Antonio Barrette (ur. 1899, zm. 1968) – kanadyjski polityk, premier prowincji Quebec z ramienia Unii Narodowej.
Urodził się 26 maja 1899 w Joliette. Jego ojciec był urzędnikiem państwowym. Barrette studiował w Akademii Saint Viateur, a następnie uzupełniał edukację prywatnymi kursami. Zaczął pracę w redakcji Canadien National jako goniec, następnie pracował jako tokarz, a potem technolog w Acme Glove Inc. W 1936 został współwłaścicielem firmy sprzedającej ubezpieczenia. Z czasem stał się jednym z najlepszych agentów ubezpieczeniowych w Quebecu. Udzielał się w organizacjach branżowych. Był także oficerem milicji.
Polityką zainteresował się w 1930. Był współzałożycielem i działaczem de l’Association des jeunes conservateurs – związku młodych konserwatystów. Do parlamentu prowincjonalnego został wybrany z listy Unii Narodowej w 1936. Wybierany ponownie w latach 1939, 1944, 1948, 1952, 1956 i 1960. Był ministrem pracy w gabinetach Maurice Duplessisa i Paula Sauvé. Uważany za jednego z najbliższych współpracowników Duplessisa. Po nagłej śmierci Sauvé objął po nim kierownictwo partii i stanowisko premiera. Rządem kierował zaledwie kilka miesięcy. Choć sam zachował mandat deputowanego w 1960, jego partia przegrała wybory i oddała władzę liberałom. Po klęsce wyborczej zrzekł się kierownictwa partii oraz złożył mandat deputowanego. Od tego momentu zrezygnował z czynnego życia politycznego wstępując do służby dyplomatycznej. W latach 1963–1966 był ambasadorem Kanady w Grecji.
Zmarł 15 grudnia 1968. Pochowany na cmentarzu parafialnym Saint-Pierre w rodzinnym mieście.
Opublikował:
- 1953 – Considérations sur les relations industrielles en démocratie
- 1954 – le Communisme est-il une menace?
- 1966 – Mémoires